# Григорий Гудохирас
Григорий (на гръцки: Γρηγόριος, Григориос) е гръцки духовник от XIX век, епископ на Вселенската патриаршия.

## Биография
Роден e на Айвалъшките острови със светското име Георгиос Гудохирас (Γεώργιος Γουδόχειρας) в 1809 година. На 28 август 1830 година е ръкоположен за дякон от митрополит Герасим Писидийски. До 1839 година служи в Цариград, а след това се мести във Влашко. В Букурещ за игумен е назначен за игумен на метоха на Синайския манастир. Архиепископ Константий Синайски моли патриарх Антим II Константинополски да даде епископски сан на Григорий и с разрешение на константинополския патриарх на 12 май 1849 година Григорий е ръкоположен за агатоникийски епископ и назначен за викарий на митрополит Неофит Угровлашки. Ръкополагането е извършено от епископ Нифонт Севастийски в съслужение с епископите Константий Сремски, Атанасий Палмирски и Тимотей Троадски. През 1860 година се оттегля на Айвалъшките острови, където изгражда великолепна резиденция. На 8 януари 1877 година е убит от разбойници от Сирос.